# NewGenLib
NewGenLib  es un sistema integrado de gestión de bibliotecas desarrollado por Vero solutions Pvt Ltd. dominio experiencia es proporcionada por el Instituto Kesavan de información y gestión del conocimiento en Hyderabad, India. NewGenLib versión 1.0 fue lanzado en marzo de 2005. El 9 de enero de 2008, NewGenLib fue declarado software libre bajo licencia GNU GPL por Vero solutions. Actualmente NewGenLib 2.4 es la versión más reciente. Se estima que 2.500 bibliotecas en 58 países utilizan NewGenLib como su principal sistema integrado de gestión de bibliotecas.
NewGenLib puede instalarse en sistemas operativos Linux y Windows.

## Características

### Módulos de software
Los módulos de software que contiene NewGenLib son los siguientes:
- Adquisiciones
- Catalogación
- Gestión de seriales
- Circulación
- Administración
- OPAC - también existe soporte para VuFind
- MIS informes
- Proceso de Fin de día (planificador diario)

### Descripción
El sistema permite la creación de depósitos institucionales de acceso abierto (OA)  compatibles con OAI-PMH. Es software basado en web y tiene una arquitectura de múltiples niveles mediante Java (un GUI bibliotecario basado en Swing) y JBoss (servidor de aplicación basado en J2EE). La base de datos back-end es PostgreSQL, un software open source.
NewGenLib es compatible con el formato MARC 21, cuenta con un editor de MARC y permite la importación de datos bibliográficos y de autoridad en plantillas de catalogación. Las plantillas de formulario de carta son configurables mediante OpenOffice 2.0 en formatos .odt y .htm.
Se pueden configurar servidores de correo de SMTP para mensajes de correo electrónico que pueden enviarse desde módulos funcionales. Los servidores de NewGenLib son compatibles con SRU/W y soportan formatos de metadatos MARC-21 y MODS 3.0.
También es compatible con CQL (nivel 1) con ambos perfiles Z39.50 y Dublin Core. NewGenLib es también compatible con Unicode 3.0 y RFID.

### Tipos de bibliotecas
NewGenLib puede utilizarse para cualquier tipo de biblioteca, pues NGL está orientado a bibliotecas públicas, las más complejas. NewGenLib se puede emplear en los siguientes tipos de bibliotecas:
- Bibliotecas universitarias
- Bibliotecas de escuela
- Bibliotecas públicas
- Bibliotecas de institutos de investigación
- Bibliotecas en oficinas y empresas
- Bibliotecas de iglesias, museos, etc

## Comunidad
Los usuarios de NewGenLib bibliotecarios y administradores de biblioteca son parte de esta red social. Las redes sociales se crean sobre la base de la geografía para que los miembros de la red social pueden obtener el máximo rendimiento a la cercanía.

## Tecnologías utilizadas
- Java SE
- Servidor Apache Tomcat
- Spring framework
- Hibernación y Solr
- Mensajería JDOM XML
- Java Servlets, JavaServer Pages (JSP) y Apache Struts
- Java Mail
- OpenOffice para cartas plantilla
- Informes Jasper